# Damastes grandidieri
Espèce
Damastes grandidieri est une espèce d'araignées aranéomorphes de la famille des Sparassidae.

## Distribution
Cette espèce est endémique de Madagascar.

## Description
La carapace de la femelle holotype mesure 11,4 mm de long sur 13,5 mm et l'abdomen 18,5 mm de long sur 17 mm.

## Étymologie
Cette espèce est nommée en l'honneur d'Alfred Grandidier.

## Publication originale
- Simon, 1880 : Révision de la famille des Sparassidae (Arachnides). Actes de la Société Linnéenne de Bordeaux, vol. 34, p. 223-351 (texte intégral).